# Henrik Gøye til Skjørringe
Henrik Gøye (16. juni 1562 – 28. september 1611) var en dansk adelsmand. Hans forældre var Eskil Gøye til Skjørringe og Sibylle Gyldenstierne. Han fødtes på Nyborg Slot, hvor faderen var lensmand. Han kom på Herlufsholm Skole, 1579 var immatrikuleret ved universitetet i Rostock. Siden fulgte han med Steen Maltesen Sehested til Nederlandene og tjente der tre år i krigen. Så vidt vides gjorde Henrik Gøye aldrig tjeneste ved hoffet. Ligeledes havde han heller ikke nogen forleninger. Derfor er det mærkværdigt, at han blev tilsagt 1590 til at følge kong Frederik II's datter Elisabeth til Braunschweig efter dennes bryllup med hertug Henrik Julius af Braunschweig-Wolfenbüttel. I 1611 blev Henrik Gøye indkaldt til personlig tjeneste under den sjællandske fane i anledning af den udbrudte krig med Sverige (Kalmarkrigen), men han kom syg tilbage og døde allerede samme år i København.
Han ægtede 13. august 1598 Birgitte Brahe (1576 – 1619), datter af rigsråd Axel Brahe til Elved. Hun fødte ham 10 børn, deriblandt sønnerne Falk og Otte, samt døtrene Anne og Mette.